# Koloskopie
Koloskopie (běžněji kolonoskopie) je metoda vyšetření tlustého střeva, případně tenkého střeva, endoskopem (optický přístroj k vyšetřování tělních dutin a dutých orgánů). Provádí se při podezření na hemoroidy, zánětlivé a nádorové onemocnění tlustého střeva. Lékař může takto nejen diagnostikovat jakékoli známky zánětu, polypy nebo nádory, ale i odebírat vzorky tkání pro histologické vyšetření nebo provádět menší léčebné zákroky.

## Koloskopie, či kolonoskopie?
Termíny koloskopie a kolonoskopie se běžně vyskytují současně jak v laické tak i v medicínské praxi. Termín koloskopie je původem z řečtiny (a používá se i ve francouzštině), za to termín kolonoskopie pochází z angličtiny. V odborné medicíně existují názory, že by se mělo používání sjednotit na termínu koloskopie, neb vychází přímo z řečtiny. V běžném užití je však termín kolonoskopie rozšířenější, a proto ho nelze odmítnout.

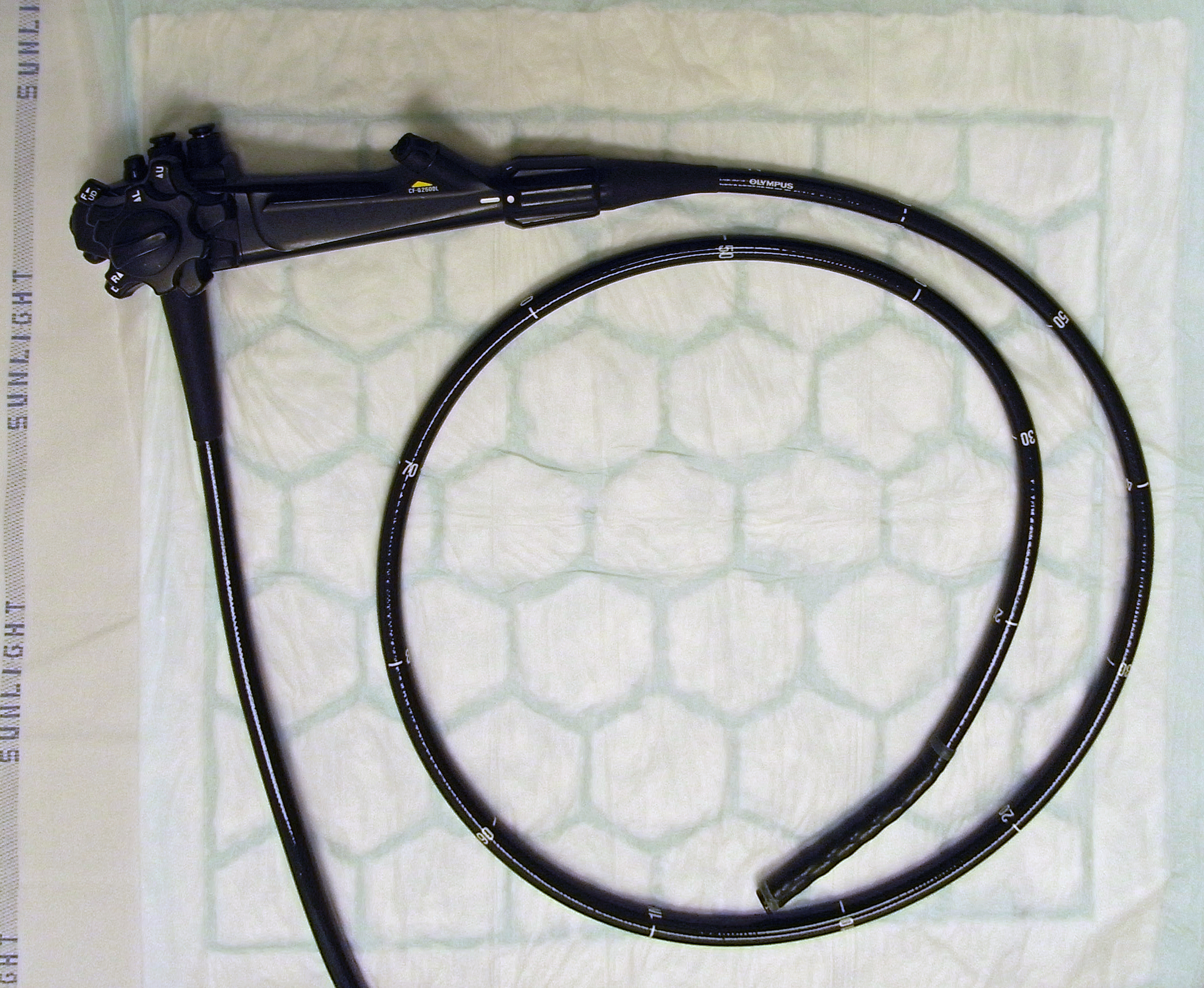
Koloskop

## Koloskop
Koloskopie jako vyšetřovací metoda byla zavedena kolem roku 1970. Přístroje byly zprvu vybaveny vláknovou optikou. Takový přístroj je tvořen ohebnou „hadicí“ se svazkem světlovodných vláken využívajících fyzikálního principu totální reflexe, dalším svazkem vláken k osvětlení jinak tmavého střeva a pracovním kanálem. Na zevním konci je vybaven okulárem, ve kterém se obraz opět skládá, a mechanizmem k řízení ohybného konce přístroje.
V posledních dvaceti letech byly tyto přístroje nahrazeny videokoloskopy,[chybí lepší zdroj] které jsou na vnitřním konci vybaveny CCD senzorem, který převádí optický signál na elektrický. Tento je následně digitálně zpracováván. Vedle samotného koloskopu je součástí přístroje tzv. endoskopická věž s jednotkou ke zpracování obrazu, zdrojem světla, monitorem, záznamovým zařízením, odsávačkou, jednotkou k oplachu, případně dalším příslušenstvím.

## Průběh vyšetření

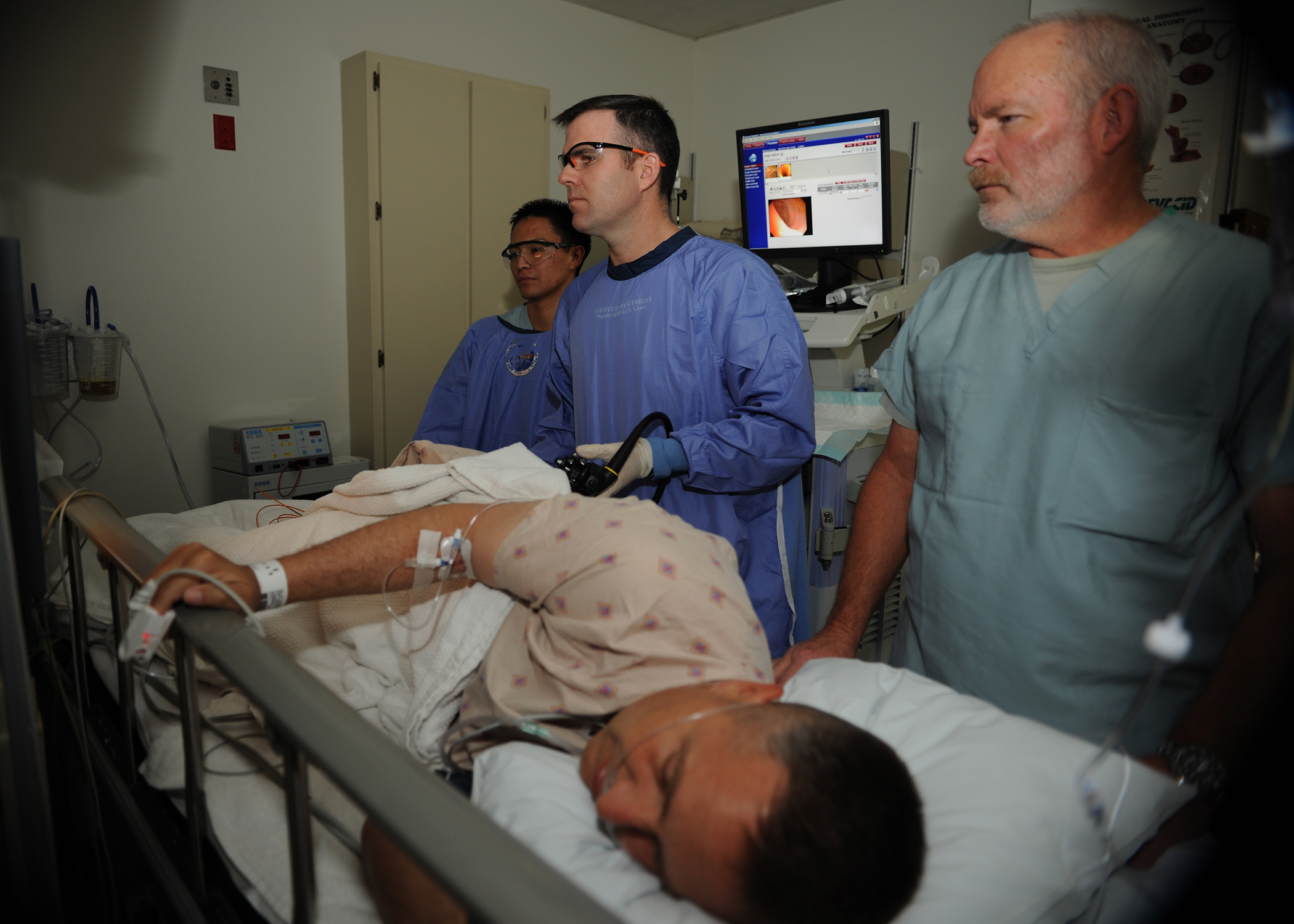
Výkon koloskopie, vleže na boku

Protože tlusté střevo za normálních podmínek obsahuje tuhou stolici, je základním předpokladem k úspěšnému vyšetření jeho vyprázdnění. K tomu je nutno vypít dostatečné množství prázdnicího roztoku, obvykle den předem. V posledních letech se prosazuje dělená příprava s vypitím části roztoku ještě v den vyšetření brzy ráno (minimálně čtyři hodiny před vyšetřením). Takový režim vede k lepšímu vyčištění střeva. Z používaných látek se jedná o makrogolové roztoky, fosfátové soli nebo kombinované přípravky s projímadly. Dále je nutno několik dní před vyšetřením vynechat potravu s obsahem nestravitelných rostlinných zbytků (slupky, jádra, zrníčka) a některé léky (zejména preparáty železa), které zhoršují vyprazdňování. Den před vyšetřením je možno jen pít tekutiny, případně v dopoledních hodinách konzumovat malé množství lehce stravitelné kašovité stravy. Je výhodou, pokud pacient takovou dietu dodržuje již dva až tři dny před vyšetřením.
Vyšetření je pro pacienta dobře snesitelné a nebolestivé – standardem je injekční podání léků na zklidnění a utlumení bolesti před výkonem. Případně je možno vyšetření provést i v celkové anestezii. Zahajuje se většinou pohmatovým vyšetřením řitního kanálu a svěrače. Přístroj se poté konečníkem zavádí postupně do celého tlustého střeva. Podle potřeby je většinou možno vyšetřit i konečnou část tenkého střeva, což je obvyklé místo výskytu střevních zánětů, zejména Crohnovy choroby. Při vytahování se střevo podrobněji prohlíží, je možno odebírat vzorky tkáně k mikroskopickému vyšetření či provádět některé léčebné zákroky. Během vyšetření se monitorují fyzikální funkce vyšetřovaného (srdeční frekvence, okysličení krve, stav vědomí), úroveň bolesti. Celková délka koloskopického vyšetření se může pohybovat od 15 minut do jedné hodiny. Ihned po zákroku se pacient dozví výsledek. Výsledky histologického vyšetření jsou známy zhruba za týden.
Po výkonu pacient obvykle zůstává nějakou dobu sledován na endoskopickém pracovišti. Vzhledem k podané premedikaci je nutné, aby měl pacient na cestu domů doprovod, ideálně odvoz osobním automobilem. Sám vyšetřovaný po podání premedikace nesmí v ten den vykonávat činnosti vyžadující větší pozornost, zejména řízení motorového vozidla či obsluhu strojů. Pokud je při vyšetření odstraňován polyp nebo prováděn jiný zákrok, je nutné dietní omezení i po výkonu. O přesném režimu nemocného informuje lékař.

## Využití koloskopie

### Diagnostická koloskopie

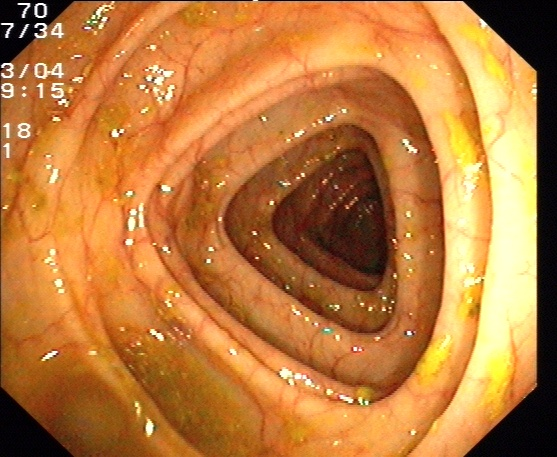
Vyšetření: standardní nález tlustého střeva

Slouží k vyšetření střeva při podezření na jeho nemoci, zvláště nádorová či zánětlivá. Podle studie z roku 2022 se ale ukazuje, že koloskopie není tak přesná, jak se myslelo. Provádí se při nejasných bolestech břicha, déletrvajících zažívacích potížích, známkách krvácení do stolice. Je součástí vyšetření u chudokrevnosti z neznámé příčiny, váhového úbytku nebo řady dalších příznaků, které jsou spojeny s nemocemi střeva. Vzhledem k vysokému výskytu rakoviny tlustého střeva a konečníku byl v České republice zaveden program screeningu kolorektálního karcinomu. Roku 2022 v ČR proběhlo 16903 screeningových kolonoskopií. Slouží k vyhledávání polypů nebo časných stádií rakoviny. Ke koloskopii se tak dostávají lidé, kteří měli pozitivní test na skryté krvácení do stolice, nebo se v rámci tohoto programu vyšetření provádí i u lidí nad 55 let zcela bez potíží, kteří se pro ně rozhodnou.
Dále je doporučováno vyšetřování nemocných bez příznaků, pokud jejich blízký pokrevní příbuzný měl zjištěnou rakovinu tlustého střeva, nebo u příslušníků rodin, v nichž se vyskytují případy vrozeného mnohočetného výskytu polypů (polypóza). Řada nemocných podstupuje koloskopii opakovaně. Tato kontrolní vyšetření je nutno provádět u osob, jimž byl odstraněn (i operačně) zhoubný nádor nebo nádorový polyp s cílem časné detekce opětovného výskytu. Rovněž u nemocných s delším trváním střevních zánětů (ulcerózní kolitidy nebo Crohnovy choroby) je doporučováno periodické vyšetřování.

### Terapeutická (léčebná) koloskopie
V rámci koloskopie je možné provést některé menší léčebné zákroky na střevě. Část nemocných podstupujících takový zákrok by jinak byla nucena podstoupit operační výkon, který je obecně mnohem náročnější.
- endoskopická polypektomie nebo mukosektomie – odstranění slizničních výrůstků (polypů) zvláště tvořených nezhoubnými nádory (adenomové polypy), z nichž časem může vzniknout rakovina. Výkon se provádí pomocí kličky, kterou se zaškrtí krček polypu a při průchodu elektrického proudu kličkou se tkáň zahřívá a dojde k jejímu odříznutí. Pokud jde o plochý adenom, je nutné aplikovat po podslizniční vrstvy roztok, čímž se vytvoří puchýř a oddělí tak sliznice s adenomem od hlubších vrstev stěny. Takový puchýř je pak možno zachytit do kličky a snést.
- zástava krvácení – endoskopicky je možné ošetřit krvácející místo aplikací kovové svorky (klipu) nebo opichem místa s adrenalinem či tepelnou koagulací
- ošetření hemoroidů ligací – naložením gumových kroužků
- endoskopická dilatace stenóz – rozšíření zúženého místa opakovaným nafouknutím balónku

## Komplikace koloskopie
Komplikace při koloskopii se pohybují pod jedním procentem (v literatuře údaje 0,35 až 0,5 %). Při léčebných výkonech jsou častější, ale i zde se riziko významných komplikací pohybuje pod jedno procento (cca 0,7 %). Zvláště po odstranění polypu či odběru vzorků může dojít ke krvácení, jen vzácně intenzivnímu. Toto je možné ošetřit přímo při koloskopii. Opožděné krvácení se někdy vyskytuje i více než týden po odstranění polypu, si může vyžádat opakování koloskopie s ošetřením krvácejícího místa. Závažnější komplikací je roztržení (perforace) stěny střeva, které si většinou vyžádá chirurgický operační zákrok. Její riziko je udáváno přibližně 0,09 %. Po odstranění polypu pomocí elektrické kličky je možnou, byť vzácnou komplikací postpolypektomický syndrom. Jedná se o termické poškození stěny střeva s jejím částečným odumřením. Léčí se obvykle vyloučením příjmu potravy, podáváním výživy nitrožilně (parenterální výživa) a antibiotiky. Velmi vzácnými komplikacemi jsou roztržení sleziny, infarkt myokardu, komplikace související s anestezií, komplikace související s přípravou (dehydratace při intenzivních ztrátách tekutin, poškození ledvin některými přípravky – tzv. fosfátová nefropatie).

## Alternativní vyšetření ke koloskopii
Pokud v některých případech není možné koloskopické vyšetření provést nebo pokud potřebujeme vyšetřit pouze poslední třetinu střeva, může lékař využít i jiné, alternativní metody ke koloskopii. Mezi ně patří irigografie, flexibilní sigmoideoskopie, virtuální koloskopie a kapslová endoskopie.
- Irigografie je vlastně rentgenové vyšetření střeva prováděné poté, co pacient vypije kontrastní látku (obvykle síran barnatý, který se nevstřebává ze střev a je tudíž vhodnou volbou). Nevýhodou tohoto vyšetření je skutečnost, že menší abnormality se nemusí podařit zachytit a v případě zjištění problému je nutné provést vlastní zákrok s provedením koloskopie nebo jiné vhodné metody.
- Flexibilní sigmoideoskopie se s výhodou používá v případě, kdy lékař potřebuje prozkoumat pouze poslední třetinu tlustého střeva (část zvanou colon sigmoideum – esovitý tračník). Používá se k tomu kratší a pružnější koloskop.
- Virtuální koloskopie je moderní metoda, která využívá sledování sliznice tlustého střeva s pomocí CT snímků, kdy je obraz virtuálně rekonstruován (zatímco v klasické koloskopii je zobrazován přímo kamerou ve střevě). Pacientovi je do konečníku zavedena hadička, která do vyprázdněných střev vhání vzduch a nafukuje je, aby bylo možné dobře zobrazit střevní sliznici s pomocí CT snímků. Výhodou této metody je skutečnost, že umí zachytit polypy schované za záhyby a při správném provedení může být velmi přínosná. Naproti tomu hlavní nevýhodou této metody je radiační zátěž pro pacienta (kvůli CT) a také skutečnost, že virtuálně se jen obtížně zachycují přednádorové změny v časném stádiu, které jsou v klasické koloskopii většinou dobře vidět.
- Kapslová endoskopie, během níž pacientovým trávicím traktem projde miniaturní kapsle s kamerou, poskytuje možnost zobrazení střední části tenkého střeva. Jejím nedostatkem je malé zorné pole, pasivní snímání obrazu a nemožnost manévrovat se zařízením.